# Сражение при Вышеграде
Сражение при Вышеграде (чешск. Bitva pod Vyšehradem) произошло 1 ноября 1420 года во время гуситских войн в окрестностях Праги. Армия короля Сигизмунда Люксембургского безуспешно пыталась деблокировать Вышеградский гарнизон, осаждённый с  15 сентября гуситскими отрядами. Прямым следствием поражения короля стало охлаждение его отношений с чешской и моравской знатью и капитуляция защитников крепости.

## Перед сражением
После неудачного штурма Виткова холма крестоносцы решили перенести боевые действия против окружающих Прагу гуситских городов. Католические войска под командованием Ульриха II фон Розенберга (чеш.  Oldřich II. z Rožmberka) двинулись против южночешского города Писек. В августе 1420 года гетман Ян Жижка вынужден был покинуть Прагу и с подкреплениями направиться к Писеку.
Этим обстоятельством решил воспользоваться Сигизмунд Люксембургский, коронованный  в Пражском граде 28 июля, вопреки согласию чешского сейма, чешским королём, который запланировал совместную атаку своих войск и гарнизонов осаждённых Градчан и Вышеграда, одновременно рассчитывая на подкрепление из Пльзеня («Пльзеньский союз»). План сражения был отправлен курьером в Градчаны и Вышеград, но тот был захвачен гуситами. Гуситы перенаправили движение отряда Яна Жижки на Пльзен, чтобы не допустить оттуда подхода подкреплений к Сигизмунду.
В последних числах октября комендант голодающего гарнизона осаждённого Вышеграда принял предложение о капитуляции. Если к 8 часам утра 1 ноября 1420 года он не получит никакой помощи от войск Сигизмунда, то сдаст замок. 
Сигизмунд, возглавивший армию из 18 000 солдат, двинулся к Праге и 31 октября достиг её окрестностей. В городе Кутна-Гора около 1500 солдат покинули армию Люксембурга и присоединились к гуситам. Это событие значительно сократило разрыв в силе между двумя армиями.

## Ход сражения
Король прибыл к Вышеграду после трех часов дня и занял позицию против церкви Св. Панкраца. Сам он отправился на ближайший холм, откуда, размахивая мечом, попытался заставить гарнизон Вышеграда атаковать, но комендант не ответил на призыв, так как был полон решимости сдержать свое слово о капитуляции. В этих условиях атака на сильные оборонительные позиции гуситов казалась слишком рискованной, и командующие моравскими войсками, входившими в состав объединенной армии, воспротивились идее Сигизмунда, желавшего провести лобовую атаку. Оскорбленный монарх приказал моравскому контингенту и чешским отрядам атаковать самый сильный пункт гуситской обороны на левом фланге.
Вскоре после начала наступления войска Сигизмунда столкнулись с жесткой обороной. В конце концов они достигли окопов перед валами, где завязался ожесточённый бой. Гуситской артиллерии удалось остановить атаку венгерских и немецких всадников, в результате чего потери среди них были особенно велики. Командующий гуситов Гинек Крушина из Лихтенбурка успел перебросить подкрепление, и затем их войска предприняли контратаку. Сосредоточенный натиск свежих сил с нескольких сторон, вдохновленный решительной речью командующего, заставил отступить сильно потрепанные части крестоносцев. Во время преследования четыреста рыцарей были убиты гуситами, не бравшими пленных. 
Одновременно с сражением при Вышеграде гарнизон Градчан предпринял попытку прорыва. Однако его атака оказалось безуспешной, и королевские наемники отступили обратно.

## Результаты
Вскоре после ухода с поля боя между королем Сигизмундом и местными дворянами произошёл ожесточённый спор, приведший к тому, что чехи напали на своего государя, и только вмешательство венгров спасло его от ранения. Таким образом, поражение 1 ноября стало главной причиной внутриполитического кризиса, приведшего к распаду королевской партии в Чехии. Многие местные аристократы почувствовали себя оскорбленными действиями короля и открыто встали на сторону гуситов или заняли нейтральную позицию.
На следующий день после отступления армии Люксембурга капитулировала Вышеградская крепость. В это же время войска Жижки захватили монастырь Злата Коруна и город Прахатице, а отряд гуситов под командованием Яна Рогача из Дубы захватил город Ломнице.